# Verbandsgemeinde An der Finne
Die Verbandsgemeinde An der Finne ist eine Gebietskörperschaft im Burgenlandkreis im Süden des Bundeslandes Sachsen-Anhalt. Die Verbandsgemeinde hat sieben Mitgliedsgemeinden. Sitz ist Bad Bibra. In ihrem Namen widerspiegelt sich die Lage der meisten Mitgliedsgemeinden auf oder am Höhenzug Finne. Sie ist die erste Verbandsgemeinde, die in Sachsen-Anhalt geschaffen wurde. Ihr Vorläufer war die am 30. Juni 2009 aufgelöste Verwaltungsgemeinschaft An der Finne. Erster Bürgermeister war der heutige Landrat des Burgenlandkreises, Götz Ulrich (CDU).

## Die Gemeinden mit ihren Ortsteilen
- An der Poststraße mit Braunsroda, Burgheßler, Frankroda, Gößnitz, Herrengosserstedt, Klosterhäseler, Pleismar, Schimmel und Wischroda
- Stadt Bad Bibra mit Altenroda, Bergwinkel, Birkigt, Golzen, Kalbitz, Krawinkel, Steinbach, Thalwinkel, Wallroda und Wippach
- Stadt Eckartsberga mit Burgholzhausen, Funkturmsiedlung, Lindenberg, Lißdorf, Marienthal, Mallendorf, Millingsdorf, Niederholzhausen, Seena, Thüßdorf und Tromsdorf
- Finne mit Billroda, Lossa und Tauhardt
- Finneland mit Bernsdorf, Borgau, Kahlwinkel, Marienroda, Saubach und Steinburg
- Kaiserpfalz mit Allerstedt, Bucha, Memleben, Wendelstein, Wohlmirstedt und Zeisdorf
- Lanitz-Hassel-Tal mit Benndorf, Gernstedt, Hohndorf, Möllern, Niedermöllern, Obermöllern, Pomnitz, Poppel, Rehehausen, Spielberg, Taugwitz und Zäckwar

## Politik

### Verbandsgemeinderat
Die Wahl zum Verbandsgemeinderat am 25. Mai 2014 führte bei einer Wahlbeteiligung von 55,0 % zu folgendem Ergebnis:
| Partei         | Sitze | Stimmen |
| -------------- | ----- | ------- |
| CDU            | 9     | 43,1 %0 |
| SPD            | 2     | 7,8 %   |
| Die Linke      | –     | 1,4 %   |
| NPD            | 1     | 2,8 %   |
| Wählergruppen  | 9     | 41,9 %0 |
| Einzelbewerber | 1     | 3,0 %   |

### Wappen, Flagge und Dienstsiegel
Der Landrat des Burgenlandkreises genehmigte am 17. Juli 2009 der Verbandsgemeinde An der Finne, in Rechtsnachfolge Wappen und Flagge der Verwaltungsgemeinschaft An der Finne fortzuführen, aus der diese am 1. Juli 2009 hervorgegangen ist.
Wappenbeschreibung
„Gespalten von Grün und Gold; vorn eine gestielte goldene Weintraube mit acht Beeren (2:3:2:1); hinten ein gestürztes, gestieltes grünes Lindenblatt; im erweiterten Schildhaupt ein goldenes Architektursegment mit drei spitzbogigen blauen Fensteröffnungen.“
Die Farben der Verbandsgemeinde sind Grün - Gelb.
Flagge
Die Flagge ist grün-gelb (1:1) gestreift und mittig mit dem Wappen der Verbandsgemeinde belegt.
Dienstsiegel
Die Verbandsgemeinde führt ein Dienstsiegel, das dem der Hauptsatzung beigefügten Dienstsiegelabdruck entspricht. Das Dienstsiegel enthält das
Wappen; seine Umschrift lautet: „Verbandsgemeinde An der Finne“. Mehrere Dienstsiegel sind zu nummerieren.

### Städtepartnerschaft
Partnerstadt der Verbandsgemeinde ist seit 2011 die Kleinstadt Saint-André-de-l’Eure in der französischen Region Normandie.